# استانیسلاوس برگهایم
استانیسلاوس برگهایم (انگلیسی: Stanislaus Bergheim؛ زادهٔ ۱۸ اوت ۱۹۸۴) بازیکن فوتبال اهل آلمان است.
از باشگاه‌هایی که در آن بازی کرده‌است می‌توان به باشگاه فوتبال وی‌اف‌آر آلن و باشگاه فوتبال هایدنهایم اشاره کرد.